# Зопник клубненосный
Огневи́к клубнено́сный (лат. Phlomoídes tuberósa), ранее — зо́пник клубнено́сный (лат. Phlómis tuberósa) — вид многолетних растений семейства Яснотковые (Lamiaceae), типовой вид рода Огневик (Phlomoides). Произрастает в умеренном климате большей части Евразии.

## Ботаническое описание

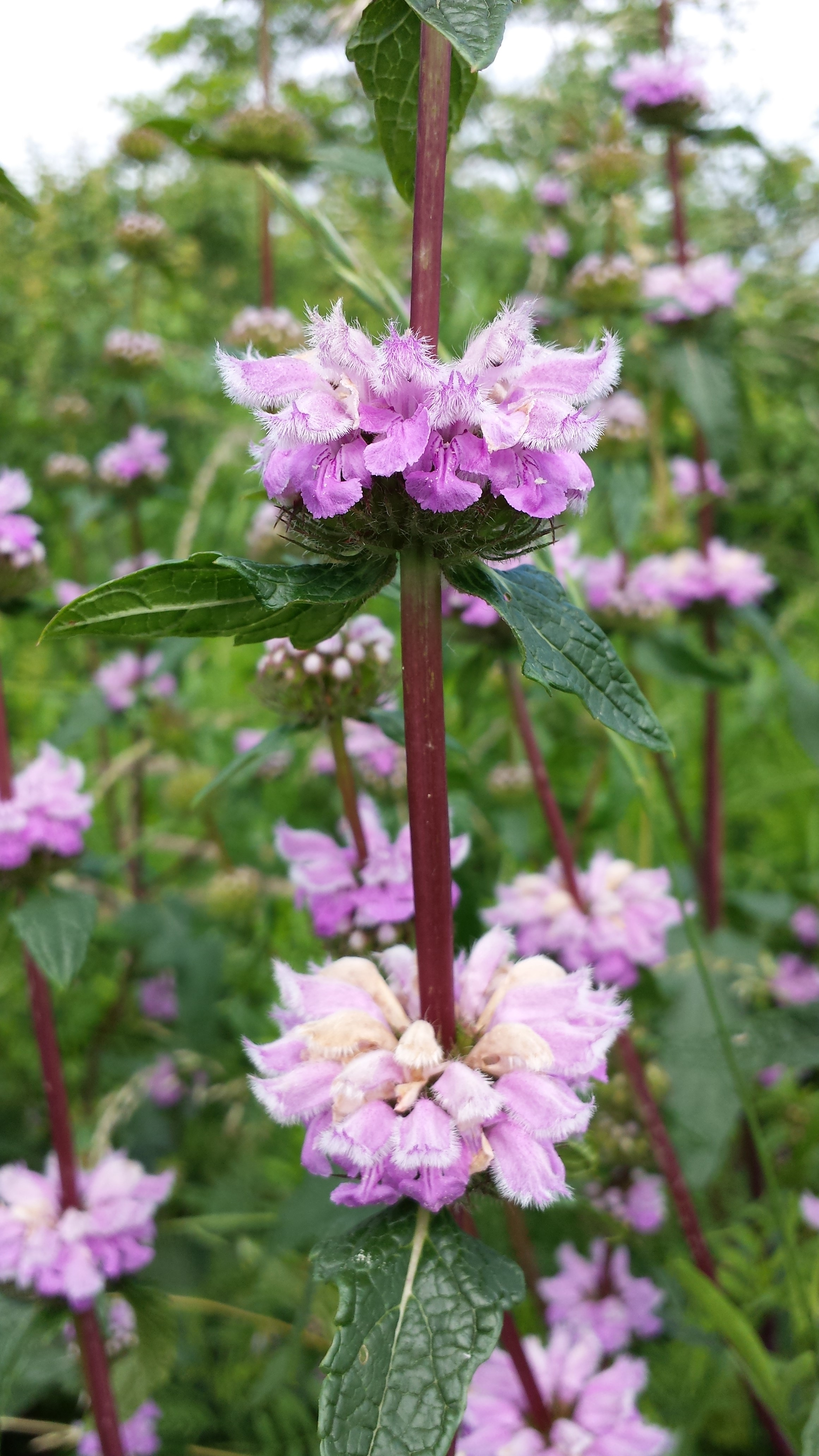
Соцветия — расставленные мутовки

Многолетнее растение высотой 40—150 см.
Корни длинные, шнуровидные, имеют клубневидные утолщения.
Стебель прямостоячий, простой или ветвистый, голый, фиолетово-пурпурный.
Нижние листья длинночерешковые, треугольно-сердцевидные, с глубоким сердцевидным основанием и туповатой верхушкой; средние — на более коротких черешках, яйцевидно-ланцетные с сердцевидным основанием, городчато-пильчатые; верхние — почти сидячие, ланцетные, остропильчатые. Все листья с верхней стороны тёмно-зелёные, голые, с нижней светлые и опушённые.
Соцветие длинное, в густых, более или менее расставленных мутовках из 10—16 цветков. Прицветники линейно-шиловидные, с длинными щетинистыми волосками. Венчик длиной 15—20 мм, розовый или лиловый, опушённый снаружи светлыми волосками; верхняя губа его по краю реснитчатая, нижняя с боковыми лопастями, лишь немного уступающими по размерам средней.
Плод — орешек с волосками на верхушке.
Цветёт в мае — августе. Плоды созревают в июле — августе.

## Распространение и экология
В диком виде растение встречается в Центральной и Восточной Европе и умеренном климате Азии от Кавказа до Китая. На территории России произрастает во многих регионах, в европейской части — в Предкавказье и Дагестане, во всех областях чернозёмной полосы и в пограничных областях Нечерноземья; встречается на юге Московской области в пойме реки Оки.
Растёт на степных склонах, остепнённых лугах, на сухих местах в агроценозах; в зарослях кустарников, на лугах, пустырях, по выходам известняка.

## Химический состав
Листья содержат эфирное масло со слабым запахом (0,02%), содержащее фитол, линалоол, эвгенол, кариофиллен оксид и др., флавоноиды апигенин, апигенин-7-О-глюкуронид, лютеолин, цинарозид, лютеолин-7-О-глюкуронид, ориентин, изоориентин, фенилпропаноиды актеозид (вербаскозид), форситозид В, декофеилактеозид, лейкоскептозид А, мартинозид, неолигнаны, иридоиды сезамозид, 5-дезоксисезамозид, шанжизид метиловый эфир, лямальбид, 8-ацетилшанжизид, флойозид, хлоротуберозид, стеролы, тритерпены олеаноловая кислота, урсоловая кислота. В корнях найдены углеводы рафиноза, стахиоза, вербаскоза, флавоноиды лютеолин, линарин, кверцитрин, фенилпропаноиды актеозид, изоактеозид (изовербаскозид), форситозид В, хлорогеновая кислота, декофеилактеозид, иридоиды шанжизид метиловый эфир, 8-ацетилшанжизид метиловый эфир, 8-ацетилшанжигенин метиловый эфир, флойозид, флотуберозиды I и II, флоригидозид С, дитерпены (абиетаны, лабданы).
В клубнях обнаружены сапонины; в надземной части — 0,5-6,0% алкалоидов, до 0,14% аскорбиновой кислоты, микроэлементы — железо, магний, цинк, медь, марганец, никель, титан.

## Значение и применение
Является хорошим пряно-вкусовым растением. Корневые клубни, в которых содержится много крахмала, едят жареными, печёными или варёными. В прежние времена их заготовляли впрок, высушивали, а затем перемалывали на муку и крупу. Использовали для изготовления кондитерских изделий и соусов, молочной каши. Калмыки добавляли эту муку в чай.
Ценный медонос, даёт много нектара. 100 растений выделяют около 100 мг пыльцы.
Охотно поедается алтайским маралом (Cervus elaphus sibiricus Severtzow).
Растение использовали в народной медицине при пневмонии, бронхите, желтухе, геморрое, как вяжущее, ранозаживляющее и тонизирующее средство. Экстракты растения и отдельные соединения из него обладают противовоспалительным действием и могут ингибировать альфа-глюкозидазу.